# ريتشارد لودفيغ
ريتشارد لودفيغ (بالألمانية: Richard Ludwig)‏ هو لاعب اتحاد الرغبي ألماني، ولد في 22 مايو 1877 في ألمانيا، وتوفي في 10 أغسطس 1946.

## وصلات خارجية
- ريتشارد لودفيغ عل موقع إسبنسكروم (الإنجليزية)
- ريتشارد لودفيغ على موقع اللجنة الأولمبية الدولية (الإنجليزية)
- ريتشارد لودفيغ على موقع أوليمبيديا (الإنجليزية)